# Chungmu-dong, Yeosu
Chungmu-dong (koreanska: 충무동) är en stadsdel i staden Yeosu i provinsen Södra Jeolla, i den södra delen av Sydkorea, 320 km söder om huvudstaden Seoul.